# 支志明
支志明，SBS（1957年9月7日—），香港无机化学家、香港大學化學系周光召自然科學講座教授，曾任許慧嫻講座教授。1995年当选为中国科学院院士，時年38歲，與其學生任詠華並爲截至目前为止當選時最年轻的中国科学院院士。

## 背景
支志明1957年生于香港，早年就讀威靈頓英文中學，與香港著名藝人張堅庭為同屆理科同學，1978年毕业于香港大学化学系（一級榮譽理學士），1982年获该校頒發博士学位。他曾在加州理工學院進修3年，1983年起到香港大學擔任講師，直至1990年升為教授，1995年当选为中国科学院院士。後來於2013年，支志明當選為美國科學院外籍院士，2007年2月獲中國國務院前總理溫家寶頒發2006年「國家自然科學獎」一等獎。
香港大學化學系講座教授任咏华是其博士生。其他學生包括著名化學家吳驪珠、李丹、劉心元等。

## 外部連結
- 中国科学院学部与院士·院士信息·化学部